# Khaney
Khaney ist ein Dorf im Distrikt Ghanche in der Region Gilgit-Baltistan in Pakistan.

## Lage
Es liegt auf dem Weg zum Gondogoro Trek, der das Hushey-Tal mit dem K2 verbindet.